# Killer application
Killer application (w skrócie killer app) – żargonowe określenie programu komputerowego stanowiącego główną wartość szerszego zakresu technologii. Efektem popularności i popytu na program jest znaczący wzrost popytu na sprzęt, wielokrotnie droższy i niezbędny do uruchomienia tego programu.
Określenie użyte pierwotnie wobec VisiCalc, pierwszego komputerowego arkusza kalkulacyjnego, kosztującego 150 USD i wymagającego sprzętu za 3000 USD.